# (34519) 2000 SJ186
2000 SJ186 (asteroide 34519) é um asteroide da cintura principal. Possui uma excentricidade de 0.13129690 e uma inclinação de 0.20075º.
Este asteroide foi descoberto no dia 21 de setembro de 2000 por Spacewatch em Kitt Peak.